# Eugenio Da Venezia
Eugenio Da Venezia (Venezia, 9 novembre 1900 – Venezia, 7 settembre 1992) è stato un pittore italiano tra i protagonisti del Gruppo conosciuto poi come I Giovani di Palazzo Carminati, che si opponevano all'Accademismo e all'ordine di quegli anni, attraverso una pittura aderente al movimento del Post-impressionismo dai toni chiari e ispirandosi alla tradizione pittorica veneta del Vedutismo.
Ha esposto alla Biennale di Venezia nel 1932, 34, 35 per il XL Anniversario, 36, 38, 40, 42, 48, 50, 56.

## Biografia
Pittore che porta nel cognome la sua vita artistica, ossia la città di Venezia. Le fondamentali tappe della sua formazione sono l'Istituto Statale d'Arte e successivamente l'Accademia di Belle Arti di Venezia con maestri quali Ettore Tito, Emilio Paggiaro e Vittorio Bressanin. Successivamente frequenta e ottiene uno studio preso l'Opera Bevilacqua La Masa di Palazzo Carminati dove prende forma la sua pittura. Infatti in questa sede è uno dei pittori facenti parte del gruppo conosciuto in seguito come I Giovani di Palazzo Carminati, tra i quali si ricorda, per citarne alcuni, Marco Novati, Juti Ravenna, Fioravante Seibezzi, Neno Mori. Partendo da Pio Semeghini e dalla cosiddetta Scuola di Burano furono parte del movimento anti-accademico, proponendo una pittura dai toni chiari, fatta all'aperto e a contatto diretto con la natura, creando così un Post-impressionismo Lagunare tipico della città di Venezia, dove il colore è il soggetto principale che plasma la forma.
Dal 1925 inizia ad esporre alle mostre annuali di Ca' Pesaro, Galleria internazionale d'arte moderna (Venezia) e continuerà ininterrottamente fino al 1956. A La Biennale di Venezia nel 1934 conosce il Duc de Trèvise, Sauvegarde de l'Art Francaise al secolo Edouard Napoléon César Edmond Mortier de Trèvise (1883 - 1946) e il vecchio Pierre Bonnard, che esalta in Da Venezia la grande qualità come colorista. Tra il 1935 e gli anni quaranta soggiorna ed espone a Parigi come conseguenza di queste amicizie. Rientrato in Italia partecipa a numerose mostre quali altre edizioni de La Biennale di Venezia, la VI Quadriennale Nazionale d'Arte di Roma, il Premio Michetti, l'Opera Bevilacqua La Masa e molte altre.
Nel 1947 è membro del gruppo dei 27 artisti che contribuirono alla decorazione della famosa valigia di cartone, che radunò attorno a sé: L'Ordine de La Valigia. Tra gli artisti ricordiamo Felice Carena, Mariano Fortuny, Angelo Sara, Giusto Benvenuti, Otello Bertazzolo, Carlo Dalla Zorza, Alessandro Pomi, Cosimo Privato, Giuseppe Cherubini, Carlo Cherubini, Aldo Bergamini, Rino Villa, Armando Tonello per citarne alcuni. 
Negli anni successivi, alternandosi a momenti più o meno fecondi, continua a dipingere, esponendo in tutta Italia e ricevendo nel contempo numerosi attestati di stima.
La pittura di Eugenio Da Venezia rimane quindi fedele al Post-impressionismo, rifiutando le Avanguardie quali il Futurismo, il Cubismo, l'Astrattismo, l'Action Painting che si sono succedute negli anni, accompagnandolo come grande amica fino alla morte.